# ユゼフ・ヴィエニャフスキ

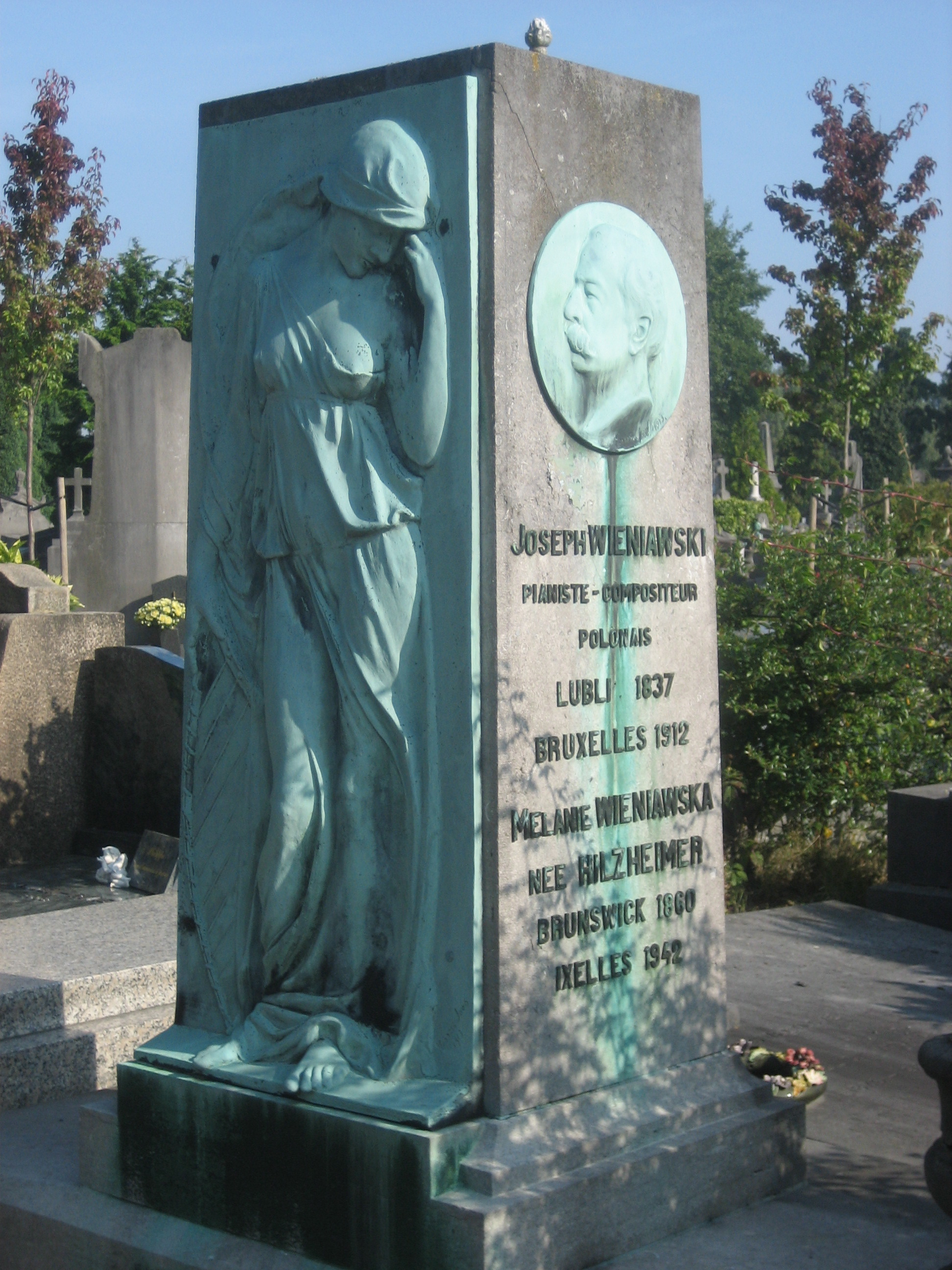
ユゼフ･ヴィエニャフスキの墓（ブリュッセル、イクセル共同墓地）

ユゼフ・ヴィエニャフスキ（ポーランド語: Józef Wieniawski, 1837年5月23日 - 1912年11月11日）はポーランドのピアニスト、作曲家、指揮者、教育者。ポーランドの著名なヴァイオリニスト、ヘンリク・ヴィエニャフスキの弟である。名はポーランド語名Józef（ユゼフ）のほか、フランス語名Joseph（ジョセフ）、ドイツ語名Josef（ヨーゼフ）の表記も見られる。
現在では忘れられているが、かつてはヨーロッパ最高の音楽家の一人と評価されていた。最晩年になって若いジャーナリストに、いつまで音楽を続けるのかと尋ねられると、「若いうちはずっとさ！」と答えたという。

## 生涯
ユゼフ・ヴィエニャフスキは1847年から1850年までパリ音楽院で学び、ピエール・ジメルマンとアントワーヌ・マルモンテルに師事した。ツァーリ（ロシア皇帝、当時はポーランド王を兼任していた）より奨学金を得て、1855年にヴァイマルでフランツ・リストに、1856年から1858年までベルリンでアドルフ・ベルンハルト・マルクスに音楽理論を師事した。
1851年から1853年まで兄ヘンリクと演奏活動をしたのち、ピアノのヴィルトゥオーソとして独立して活動することを選んだ。ヨーロッパ演奏旅行では、ユゼフのピアノ協奏曲ト短調などの兄弟の自作だけではなく、ルートヴィヒ・ヴァン・ベートーヴェン、フランツ・シューベルト、フェリックス・メンデルスゾーン、フランツ・リスト、ロベルト・シューマン、カール・マリア・フォン・ウェーバーの作品も演奏された。リストによると、ショパンの練習曲の全曲を初めて公開演奏したのはユゼフ・ヴィエニャフスキであり、パリ、ロンドン、コペンハーゲン、ストックホルム、ブリュッセル、ライプツィヒ、アムステルダムにてショパン・リサイタルを開催した。
パリに帰還するとジョアキーノ・ロッシーニ、シャルル・グノー、エクトル・ベルリオーズ、リヒャルト・ワーグナーと友好関係を築き、宮廷に出入りしてナポレオン3世の愛好する音楽家となった。その後モスクワに移り、1866年に設立したモスクワ音楽院のピアノ科に招かれ、1878年にはブリュッセル王立音楽院でピアノの教授となった。1902年から再びブリュッセルで過ごした。

## 共演
ユゼフ・ヴィエニャフスキは同時代のポーランドの作曲家、スタニスワフ・モニューシュコ、アントニ・ストルペ、モーリッツ・モシュコフスキ、エドゥアール・ヴォルフ、カール・タウジヒなどの作品もレパートリーにしていた。室内楽奏者としては同時代の高名なヴァイオリニスト、チェリスト、歌手と共演した。パブロ・デ・サラサーテ、アンリ・ヴュータン、アポリナリ・コンツキ、ウジェーヌ・イザイ、イェネー・フバイ、レオポルト・アウアー、ヨーゼフ・ヨアヒム、カルロ・アルフレッド・ピアッティ、イグナツィ・パデレフスキ、ルイ・ディエメ、ポーリーヌ・ガルシア＝ヴィアルド、マルチェッラ・ゼンブリヒらである。
先にあげたピアノ協奏曲に加え、ピアノソナタ、24の練習曲、2つの演奏会用練習曲、バラード ホ短調、ポロネーズ、マズルカ、舟歌、即興曲、ワルツ、そのほかの多くのピアノ小品を作曲した。自身の演奏会のために書かれた彼の作品は、優れた芸術性と最高水準の技術的難度を持ち、作曲者の演奏技術のほどをよく伝えている。彼は自作のピアノ小品の機械式録音を11個残したが、現在まで発見されていない。

## 作品
- 2つの牧歌 Op. 1
- ヴァイオリンとピアノのためのソナタのアレグロ Op.2 （兄ヘンリクとの共作、ヘンリクの作品番号も同じく Op.2）
- 演奏会用ワルツ第1番 変ニ長調 Op.3
- タランテラ第1番 Op.4
- ヴァイオリンとピアノのためのポーランド風大二重奏曲 Op.5 （兄ヘンリクとの共作、ヘンリクの作品番号では Op.8）
- ベッリーニの『夢遊病の娘』のモティーフによる演奏会用幻想曲と変奏曲 Op.6
- サロン用ワルツ Op.7
- 束の間の思い Op.8
- バルカローレ・カプリス Op.9
- ロマンス練習曲 Op.10
- 華麗なるポルカ Op.11
- ルブリンの思い出、ロマンスと変奏 Op.12
- ポロネーズ第1番 ハ長調 Op.13
- 8つの無言歌 Op.14
- 子守歌 Op.14bis
- ロンド Op.15
- 2つの歌曲 Op.17
- ワルツの思い出 Op.18
- 即興曲第1番 ロ長調 Op.19
- ピアノ協奏曲 Op.20 (1873)
- ポロネーズ第2番 変イ長調 Op.21
- ピアノソナタ ロ短調 Op.22
- 8つのマズルカ Op.23
- ヴァイオリンソナタ ニ短調 Op.24
- 幻想曲とフーガ Op.25
- チェロソナタ ホ短調 Op.26
- ポロネーズ第3番 イ長調 Op.27
- 大洋で Op.28
- 舟歌 Op.29
- 演奏会用ワルツ第2番 Op.30
- バラード 変ホ短調 Op.31
- 弦楽四重奏曲 イ短調 Op.32
- 演奏会用練習曲第1番 ト長調 Op.33
- 即興曲第2番 ヘ長調 Op.34
- タランテラ第2番 イ長調 Op.35
- 演奏会用練習曲第2番 イ長調 Op.36
- 夜想曲 ホ短調 Op.37
- 4つの歌曲 Op.38
- 4つのロマンティックな小品 Op.39
- ピアノ三重奏曲 ト長調 Op.40
- 管弦楽のためのロマンティック組曲 Op.41
- 演奏会用マズルカ ニ長調 Op.41
- 2台のピアノのための幻想曲 Op.42
- 序曲『沈黙公ウィレム』 Op.43
- ピアノのための技巧と様式の24の練習曲 Op. 44
- ピアノのための夢 Op.45
- ヴァルス・カプリス Op.46
- 目覚めよ！ - 2声とピアノのための歌曲 Op.47
- ピアノのための4つの小品 Op.51

### 編曲
- ヘンリク・ヴィエニャフスキ
  - ポーゼンの思い出 Op.3
  - 2つのサロン用マズルカ Op.12
  - クヤヴィアク
- フレデリック・ショパン
  - 練習曲 イ短調『大洋』 Op.25 No.11

### 全般
- ジョセフ・ヴィエニャフスキ - ピティナ・ピアノ曲事典
- ユゼフ・ヴィエニャフスキの楽譜 - 国際楽譜ライブラリープロジェクト

### 作品個別（試聴他）
- タランテラ第1番作品4
  - Tarentelle Op.4 'À Monsieur F. Liszt' - ヴァレンティナ・セフェリノヴァ（Valentina Seferinova；P）の独奏《動画再生開始後3分11秒より演奏開始（それまでは独奏者自身のプレトーク）》。当該ソリスト自身の公式YouTube。
  - タランテラ第1番作品4の楽譜 - 国際楽譜ライブラリープロジェクト
- 幻想曲とフーガ作品25
  - Fantasie et Fugue Op.25 - ヴァレンティナ・セフェリノヴァ（Valentina Seferinova；P）の独奏。当該ソリスト自身の公式YouTube。
  - 幻想曲とフーガ作品25の楽譜 - 国際楽譜ライブラリープロジェクト
- 演奏会用ワルツ第2番作品30
  - Valse de concert No.2 - アレクセイ・カマロフ（Alexey Komarov；P）の独奏。当該ソリスト自身の公式YouTube。
  - 演奏会用ワルツ第2番作品30の楽譜 - 国際楽譜ライブラリープロジェクト
- ピアノのための技巧と様式の24の練習曲作品44から、第20曲
  - Etude Op.44 No.20 - アルトゥール・シミホ（Artur Cimirro；P）の独奏。当該ソリスト自身の公式YouTube。